# Angiró
Anjirō (アンジロー), Yajirō (ヤジロー, ヤジロウ) ou Angiró, como era conhecido entre os portugueses antes de ser baptizado com o nome cristão português Paulo de Santa Fé, foi um missionário e tradutor japonês da província de Satsuma.

## Ligação a São Francisco Xavier
Depois de ter matado um homem, fugiu do Japão para Goa, navegando na companhia do aventureiro Fernão Mendes Pinto, onde foi ao encontro de São Francisco Xavier. Regressou depois com ele ao Japão como intérprete. É sabido que Angiró tinha um ponto de vista único sobre o seu país natal, tendo aprendido os habitantes de Goa muito com ele sobre o Japão.